# Guillermo Jacovella
Guillermo Marcos Jacovella (San Miguel de Tucumán, 3 de abril de 1938) es un diplomático argentino, que se desempeñó como embajador de su país en España y Bélgica.

## Biografía
Jacovella se recibió de Abogado en la Universidad de Buenos Aires en 1938. Posteriormente realizó cursos sobre Cultura Hispanoamericana y Ciencias Políticas en la Universidad de Madrid y en Universidad de París 1 Panthéon-Sorbonne respectivamente. Ingresó al Servicio Exterior de la Nación por concurso en 1965.
Entre marzo de 1984 y agosto de 1986 fue director del departamento de América del Sur del Ministerio de Relaciones Exteriores de Argentina. Previamente había cumplido funciones en la Unión Soviética, en Brasil, y en la UNESCO.
Entre 1986 y 1991 fue Cónsul General de su país en Madrid. En octubre de 1993 fue designado Embajador de la Argentina en España, cargo que ocupó hasta noviembre de 1996. Por su actuación como embajador en España recibió la Orden de Isabel la Católica en el grado de Gran Cruz.
Entre mayo de 2001 y mayo de 2002 fue Cónsul General de la Argentina en Miami, Estados Unidos.
Entre 2004 y 2008 se desempeñó como Embajador de la Argentina en Bélgica entre 2004 y 2008, siéndolo de manera concurrente en Luxemburgo. Como embajador en Bélgica se recuerda su diligencia para la instalación de una estatua en homenaje al escritor argentino Julio Cortázar, quien había nacido en Ixelles, lo cual fue finalmente realizado a través de una escultura de bronce del artista Edmund Valladares frente a la casa natal del escritor en mayo de 2005.